# 守田志郎
守田 志郎（もりた しろう、1924年4月3日 - 1977年9月6日）は、日本の農業経済学者。

## 略歴
シドニー生まれ。1943年成城学園成城高等学校卒業。1946年東京帝国大学農学部農業経済学科卒業。1950年まで農林技官。1954年東京大学大学院農業経済学科修了。1952年財団法人協同組合経営研究所研究員。1961年「明治期における地主経済の展開と地方資本」で、農学博士（東京大学）の学位を取得。1968年暁星商業短期大学（現・新潟中央短期大学）教授。1972年名城大学商学部教授。

## 著書
- 『地主経済と地方資本』御茶の水書房 近代土地制度史研究叢書 1963
- 『米の百年』御茶の水書房 1966
- 『村落組織と農協』家の光協会 1967　『むらがあって農協がある』農山漁村文化協会 1994
- 『農法 豊かな農業への接近』農山漁村文化協会 1972
- 『小さい部落』朝日新聞社 1973　『日本の村 小さい部落』農山漁村文化協会 2003
- 『農家と語る農業論』農山漁村文化協会 1974
- 『小農はなぜ強いか』農山漁村文化協会 1975
- 『二宮尊徳』朝日新聞社「朝日評伝選」 1975、朝日選書 1989、農山漁村文化協会 2003
- 『村の生活誌』中公新書 1975　『むらの生活誌』農山漁村文化協会 1994
- 『農業にとって技術とはなにか』東洋経済新報社 1976　農山漁村文化協会 1994
- 『日本の村』朝日選書　1978
- 『農業にとって進歩とは』農山漁村文化協会 1978
- 『文化の転回 暮しの中からの思索』朝日新聞社 1978　農山漁村文化協会 2003
- 『日本の農耕 対話学習』農山漁村文化協会 1979
- 『学問の方法』農山漁村文化協会 1980
- 『農業は農業である 近代化論の策略』農山漁村文化協会 1987

### 共著
- 『日本地主制史論 千町歩地主の成立と展開』古島敏雄共著 東京大学出版会 1957
- 『むらは現代に生かせるか』玉城哲ほか共著 農山漁村文化協会 1979

校注
- 『百姓伝記』岡光夫共校注　日本農書全集 農山漁村文化協会 1979

## 論文
- <守田志郎